# Hugo IV van Cyprus
Hugo van Lusignan (1295 - Nicosia, 10 oktober 1359) was van 1324 tot 1358 als Hugo IV de koning van Cyprus (en titulair-koning van Jeruzalem). Hij volgde zijn oom Hendrik II van Cyprus op, die een broer was van zijn vader Guy van Lusignan, kanselier van Cyprus (niet te verwarren met Guy van Lusignan, de eerste koning van Cyprus).
Hugo stuurde zijn oudste zoon Peter eropuit naar West-Europa om een nieuwe kruistocht op te zetten, wat uiteindelijk niet lukte. In 1344 wist Hugo een verbond te sluiten met de Venetiërs en Maltezer orde, en gezamenlijk wisten ze de vloot en de stad Smyrna in het huidige Turkije plat te branden. Achteraf vond Hugo dat hij er maar weinig profijt van had en ontbond het verbond.

## Huwelijken & kinderen
Uit het huwelijk met Maria van Ibelin werd minstens een zoon geboren:
- Guy van Lusignan (1315/1316 en overleden voor 24 september 1343) was konstabel van Cyprus en titulair vorst van Galilea, hij trouwde met Maria van Bourbon.

Uit zijn tweede huwelijk met Alice van Ibelin werden er meerdere kinderen geboren:
- Eschive van Lusignan (1322/1324 – 1363)
- Peter I van Lusignan, troonopvolger
- Jean van Lusignan (1329/1330 – 1375)
- Jacobus I van Lusignan, troonopvolger van zijn neef Peter II